# Бивар, Дэвид
Эдриан Дэвид Хью Бивар (англ. Adrian David Hugh (A.D.H.) Bivar; 1926 или октябрь 1926 — 2015) — британский археолог, эпиграфист и нумизмат, иранист, эмерит-профессор Школы востоковедения и африканистики Лондонского университета.
Изучал сасанидские печати и наскальные рельефы, кушано-сасанидские монеты и хронологию, митраистскую иконографию, историю Аршакидов и доисламский фольклор; в частности исследовал элимейские памятники в Шембаре, мидийский клад в Нуш-э-Яне, парфянские печати из Шахр-э-Кумеша и стоянки Горгана.
Автор Британской энциклопедии. Среди работ:
- The personalities of Mithra in archeology and literature. New York: Bibilotheca Persica Press, 1998.